# Râul Drina
Drina este un râu care face graniță naturală între Bosnia și Serbia, având suprafața cea mai mare a bazinului hidrologic în Alpii Dinarici. Râul ia naștere prin confluența lui Tara cu Piva la Hum (Bosnia), împreună cu cele două râuri de origine are o lungime de 500 km. Drina este cel mai mare afluent al Savei, care se varsă în Dunăre. Bazinul râului se numește Podrinje sau Valea Drinei.

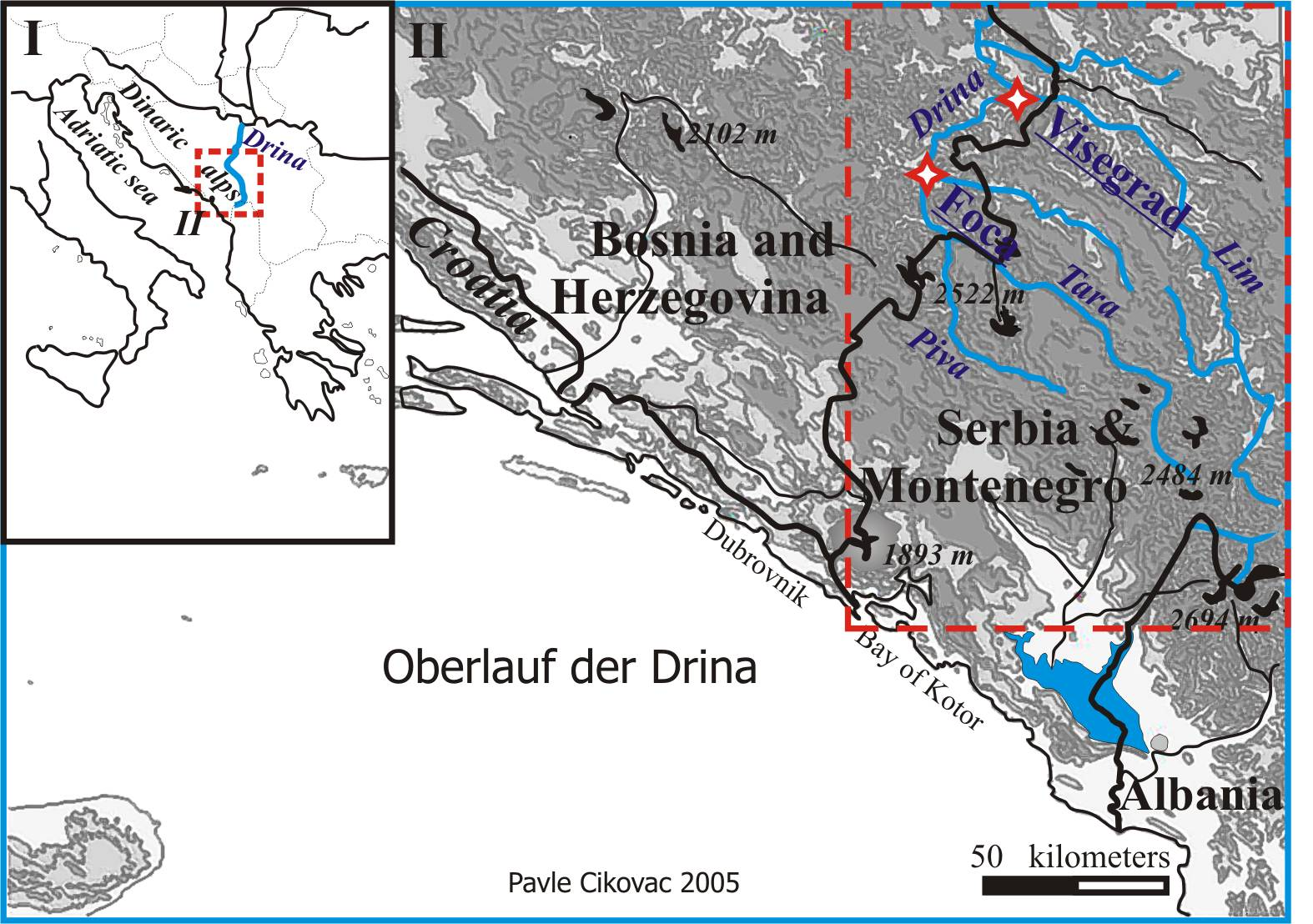

## Vezi și
- Molid sârbesc